# Kasseistrook van Mérignies naar Avelin
De kasseistrook van Mérignies naar Avelin (Frans: Secteur pavé de Mérignies à Avelin) is een kasseistrook uit de wielerwedstrijd Parijs-Roubaix, gelegen in de Franse gemeenten Mérignies en Avelin.
De strook is in totaal 700 meter lang. Ze bevindt zich in de finale van de wedstrijd en is met 2-sterren een gemakkelijke strook.
27: Troisvilles à Inchy · 
26: Viesly à Quiévy · 
25: Quiévy à Saint-Python · 
24: Saint-Python · 
23: Vertain à Saint-Martin-sur-Écaillon · 
22: Capelle-sur-Écaillon à Ruesnes · 
21: Aulnoy-lez-Valenciennes - Famars · 
20: Famars à Quérénaing · 
19: Quérénaing à Maing · 
18: Maing à Monchaux-sur-Écaillon · 
17: Haveluy à Wallers · 
16: Bos van Wallers-Arenberg · 
15: Millonfosse à Bousignies · 
14: Brillon à Tilloy-lez-Marchiennes · 
14: Tilloy à Sars-et-Rosières · 
13: Beuvry-la-Forêt à Orchies · 
12: Orchies · 
11: Auchy-lez-Orchies à Bersée · 
11: Mons-en-Pévèle · 
10: Mérignies à Avelin · 
9: Pont-Thibaut à Ennevelin · 
8: Templeuve - L'Épinette · 
8: Templeuve – Moulin-de-Vertain · 
7: Cysoing à Bourghelles · 
6: Bourghelles à Wannehain · 
5: Camphin-en-Pévèle · 
4: Carrefour de l'Arbre · 
3: Gruson · 
2: Willems à Hem · 
1: Roubaix